# Turnul Colței

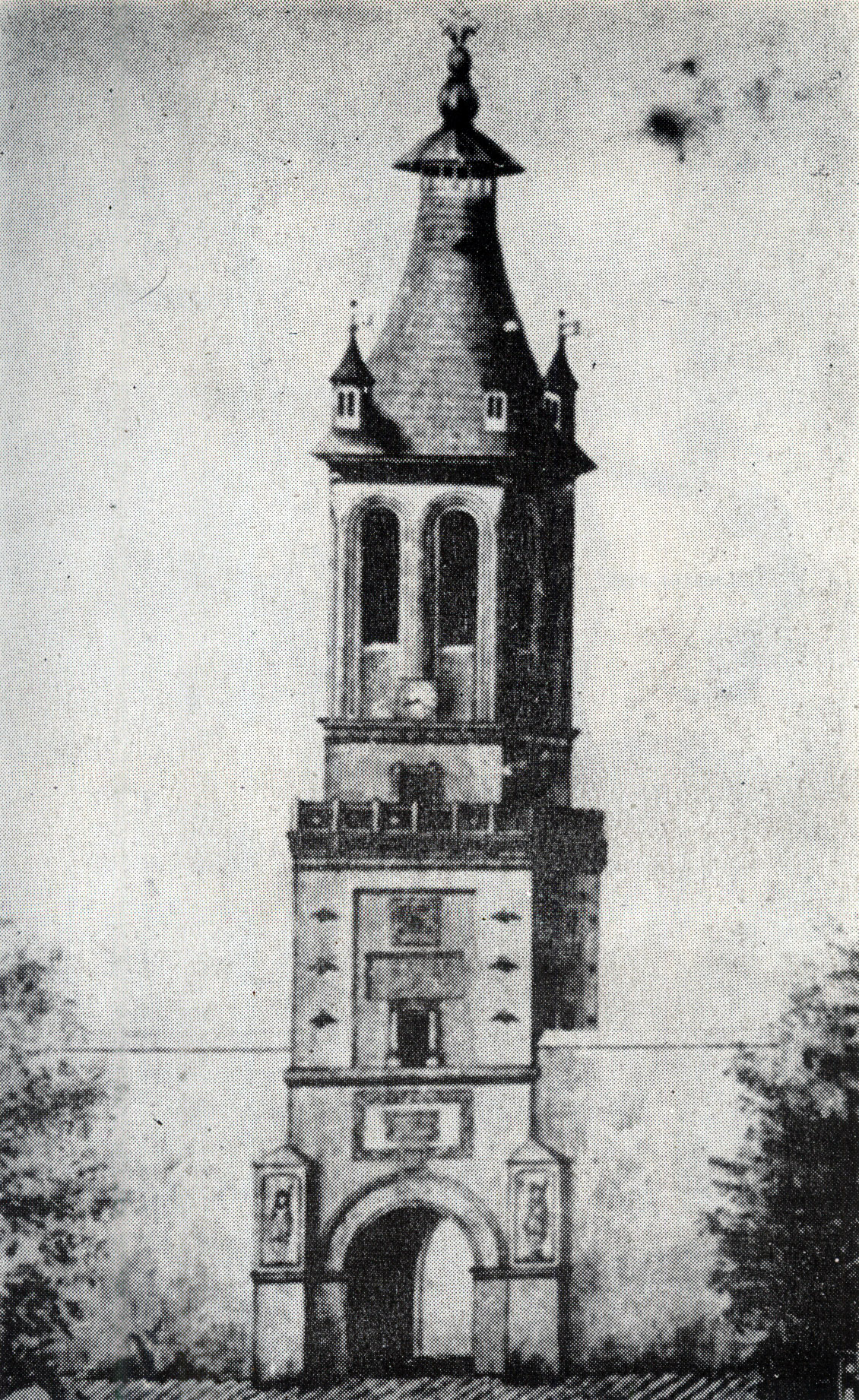
Turnul Colței înainte de cutremurul din 1802

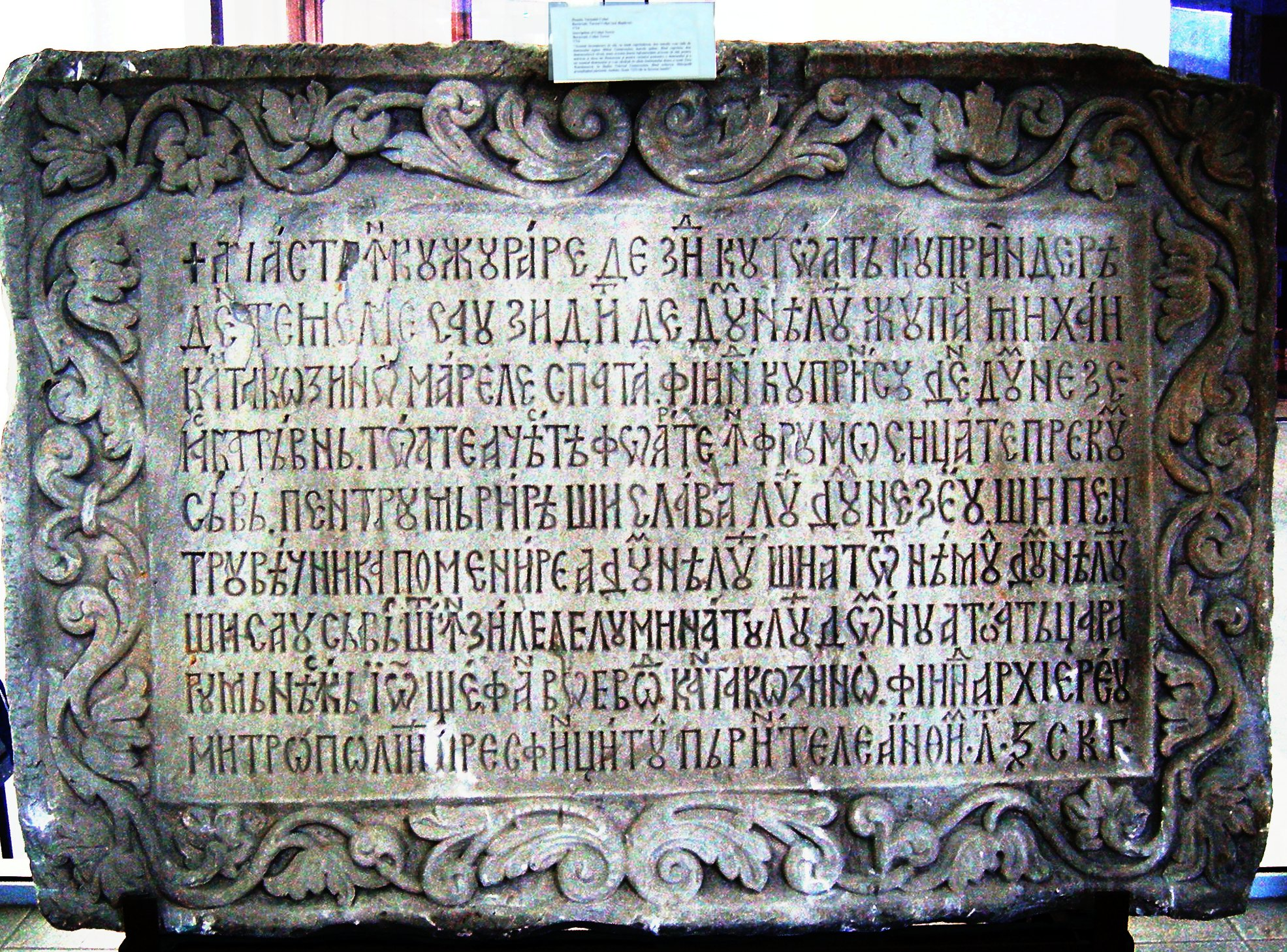
Pisania

Turnul Colței sau  Turnul Colții, cu o înălțime de 50 de metri, a fost construit între 1709 -1714 în București, fiind conceput și realizat ca o componentă a ansamblului Mănăstirii Colțea, căreia îi servea inițial drept clopotniță. Clopotul din turn, turnat în 1775, cântărea aproximativ 1.700 de kg.
Pisania montată deasupra intrării boltite a turnului, avea următorul text:
"Această înconjurare de zid, cu toată coprinderea din temelie, s-au zidit de dumnealui jupân Mihai Spătarul Cantacuzino, carele fiind coprins de dumnezeiască râvnă, toate acestea foarte înfrumusețate a făcut precum se vede, pentru mărirea și slava lui Dumnezeu și pentru veșnica pomenire a dumnealui și a tot neamul dumnealui și s-au săvârșit în zilele luminatului Domn a toată Țara Românească, Io Ștefan Vodă Cantacuzino, fiind Arhiereu - Mitropolit prea sfințitul părinte Antim în anul 1715".
Turnul Colței se înălța la 20 de metri de scările pridvorului bisericii Colțea, el înscriind un plan în dublu H a cărui suprafață totală era de 100 mp., iar gangul de acces se încheia cu o boltă semicilindrică ce avea înălțimea de aproximativ 3,50 m.  Turnul Colței era pe atunci edificiul cel mai înalt din București, forma motivul principal al intrării în curtea bisericii Colțea, din anul 1715 fiind înconjurat cu ziduri. În timp ce baza robustă amintea stilul autohton al mănăstirilor fortificate, partea superioară era mai suplă și de inspirație germană și suedeză. Avea o decorație bogată, de tip brâncovenesc, cu o spectaculoasă balustradă sculptată și ieșită pe console ornamentate cu figuri de lei și o înălțime ce depășea orice alt turn-clopotniță din Muntenia. În micul lapidariu de lângă Biserica Stavropoleos, din București, pe lângă alte exponate se păstrează și două console ale balustradei ornamentale ale Turnului Colței. Balustrade și fleuroane de piatră, montate între coloanele bisericii Colței, în cursul restaurării din 1895-1900, realizate de arh. G. Mandrea, provin și ele, probabil, de la Turnul Colței.

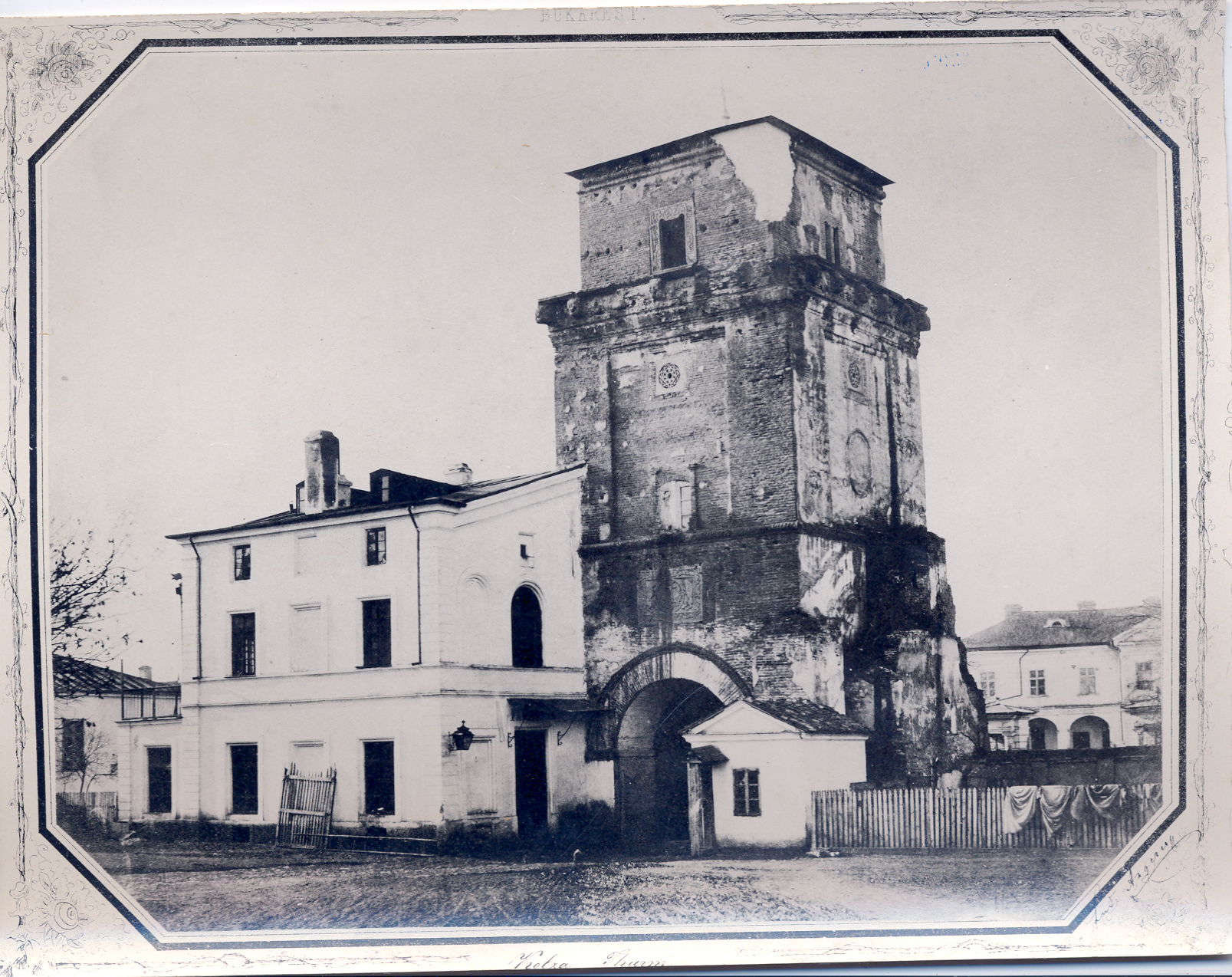
Turnul Colțea în 1856
Fotografie de Ludwig Angerer

La 26 octombrie 1802 a avut loc un cutremur, care se estimează că a avut o magnitudine de 7,7 grade pe scara Richter, care a provocat nenumărate incendii în Bucureștiul în care majoritatea clădirilor erau din lemn, precum și surparea unei porțiuni din turnul Colței.
Dionisie Ecleziarhul, călugăr caligraf și cronicar, autorul unui “Hronograf” care prezintă istoria Țării Românești între 1764 – 1815, scria despre cutremurul din 1802: “s-au cutremurat pământul foarte tare, de au căzut toate turlele bisericilor din București și clopotnița cea vestită (Turnul Colței), care era podoaba orașului, cu ceasornic au căzut și s-au sfărâmat, și era atunci mare frică”. Clopotul a căzut chiar peste un vânzător care se afla atunci în gangul clopotniței. Clopotul a fost dus la Mănăstirea Sinaia și instalat în clopotnița ridicată în 1892 pe latura sudică a incintei.
În zioa de Vinerea Mare, la leat 1802, octomvrie 14, la 7 ceasuri de zi, s-au cutremurat pământul foarte tare. Aici în București s-au ruptu și turnul cel înalt Colțea, care era podoaba orașului, iar din casele boerești și din cele de obște prea puține au scăpat zdravene. În multe locuri s-au desfăcut pământul, eșind nisip și apă. Și a doa zi, iarăș s-au cutremurat, dar nu așa tari, la 3 ciasuri den zi.
Altă mărturie despre cutremurul din 1802, care a afectat grav mănăstirea și turnul: "La șapte ceasuri din zi s-au surpat foișorul din jos și cu un colț de zid, până la foișorul de piatră". Etajele superioare i-au fost refăcute de lemn și a slujit o vreme drept foișor de foc. Cutremurele din 1829 și 1838 au lăsat și ele urme adânci.

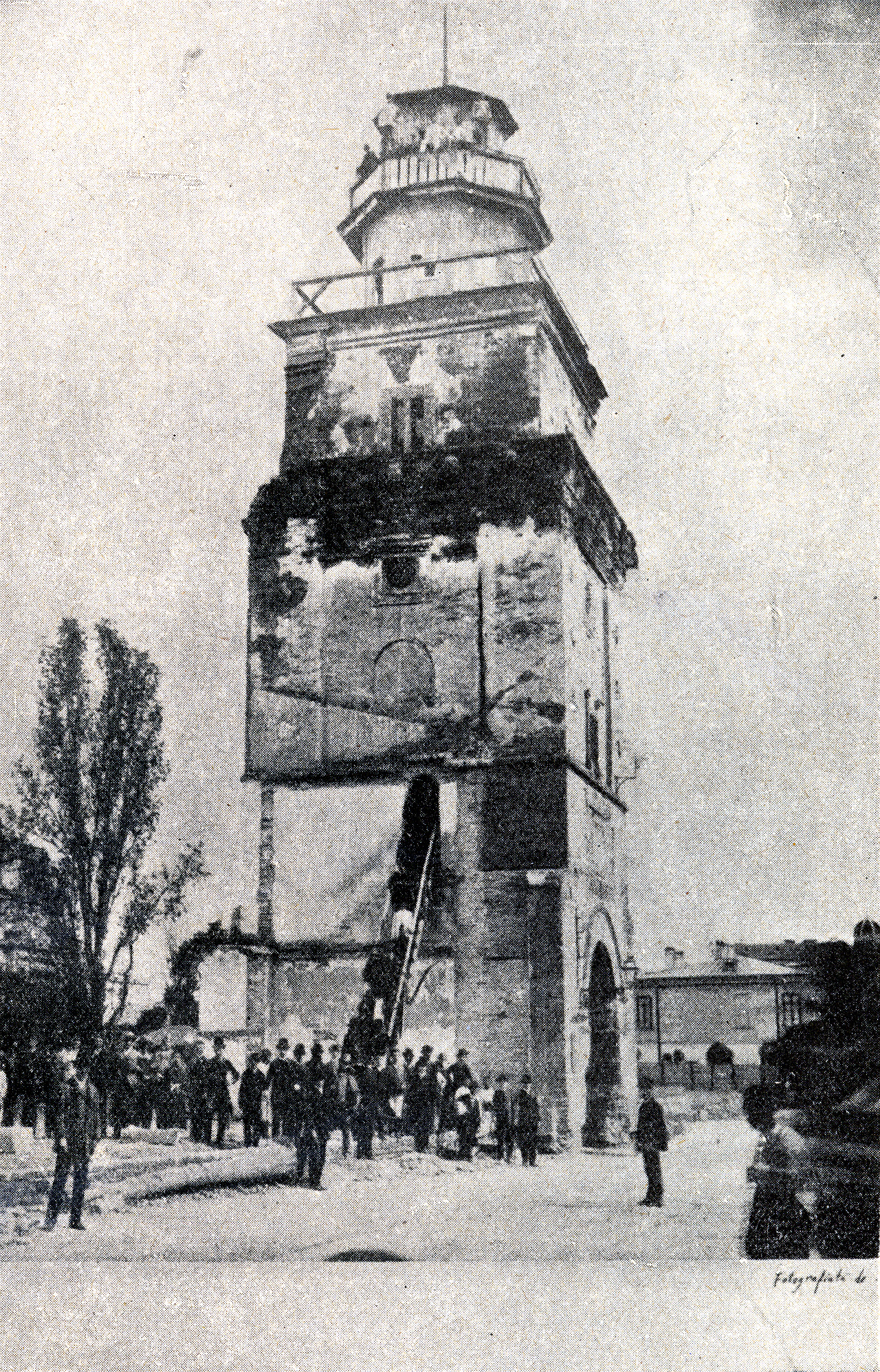
Turnul Colței în 1888, cu puțin înainte de a fi demolat

În perioada 1835-1846 s-a demolat vechea mănăstire, turnul rămânând cu funcția de foișor de foc. A fost demolat și el în august 1888, din cauză că structura sa era deja foarte șubredă și exista riscul prăbușirii totale în orice moment. Mai mult, era amplasat în fața Mănăstirii Colțea și împiedica lărgirea uliței Colței (actual bulevard I. C. Brătianu), care asigura axa nord-sud a Bucureștilor. Demolarea turnului s-a făcut la cererea Eforiei Spitalelor Civile, academicianul Gheorghe Sion arătând că importanța istorică și artistică a turnului era "nulă", cu aprobarea primarului Bucureștiului Emilian Pake-Protopopescu, în pofida unor ample proteste ale bucureștenilor. Simțind în această distrugere un adevărat atentat la păstrarea patrimoniului edilitar-istoric al orașului, Barbu Ștefănescu Delavrancea a publicat în ziarul Dimineața din 31 august 1888 (nr. 132) un articol de protest, din care se conturează următoarea concluzie: „Turnul Colțea avea rădăcini istorice și estetice în capitala noastră. Aceste probleme au fost lămurite și este atât de adevărat, încât nu putea fi la primărie decât un colivar ordinar ca să nu simtă și să nu înțeleagă acest adevăr".
Sub carosabilul actualului bulevard se mai găsesc încă fundațiile Turnului Colței. Pentru o perioadă, în fața Palatului Suțu, pe carosabilul bd. 1848 (actual Brătianu), pe sensul de mers spre Piața Unirii, contururile fundațiilor Turnului Colței erau marcate cu piatră albă, dar au fost acoperite cu asfalt în cursul lucrărilor de reabilitare a carosabilului.
După dărâmarea Turnului Colței, necesitatea de a avea un nou punct de observație a dus la ridicarea unui alt turn, după planurile arhitectului-șef al Bucureștiului, George Mandrea. Cu 42 de metri înălțime, Foișorul de Foc a fost folosit, până în 1935, ca turn de observație pentru apărarea împotriva incendiilor.

## Săpături arheologice
În perioada 27 aprilie - 18 mai 1970 s-a organizat un șantier arheologic, cu scopul de a dezveli și studia fundațiile Turnului Colțea. S-a constatat că fundațiile au fost realizate din piatră, folosindu-se bolovani de râu, prinși într-un mortar alcătuit din var, pietriș cu mici bucăți de cărbune și fragmente de cărămizi. De la nivelul de calcare, turnul a fost înălțat numai din cărămidă. Planul înscria un dublu H, cu o suprafață totală de 100 m². În baza cercetărilor arheologice și a desenelor slugerului N. Oteteleșanu s-a putut aprecia că turnul atingea înățimea de circa 54 m.
Pe baza unor fotografii și desene vechi, s-a putut face o reconstituire a edificiului. Acesta avea acoperișul terminat cu o streașină înălțată de care erau prinse patru turnulețe. Deasupra intrării se afla o piatră dreptunghiulară, împodobită cu decor floral, ce înscria două suprafețe patrulatere, dintre care una păstra însemne heraldice. Etajul întâi a fost despărțit de cel următor printr-un brâu de cărămidă. Fațada vestică a etajului doi era dominată de un trafor și de pisania sprijinită pe două colonete adosate ce încadrau o fereastră. Pe latura de sud se aflau un trafor și o fereastră. Catul trei, mai scund, avea un balcon închis cu balustradă, alcătuită din parapete de piatră pe suprafețele cărora alternau trei motive: acvila cantacuzină, un ornament floral și altul cu un vas cu flori. Balustrada se susținea pe console, terminate cu capete de lei, sculptate în piatră. Pe fiecare latură existau grupuri de câte două ferestre prelungi. Pe o latură se afla ceasornicul. Acoperișul, executat în stil baroc cu foișor deschis, era flancat la colțuri de patru turnulețe. Peste acoperișul foișorului se găseau doi bulbi cu o cruce deasupra ultimului.
Pe Turnul Colței existase și o inscripție în alfabetul chirilic cu conținutul „Siliaște, oame, că te rămâne vremiia”.

## Tradiții și istorii
Tradiția atribuie construirea turnului, meșterilor suedezi aflați în rândurile oastei regelui Carol al XII-lea al Suediei, înfrânt în Bătălia de la Poltava, aflat în retragere prin Țările Române. O serie de cercetători leagă această tradiție de prezența unui anume Sandu Colțea, colonel în armata suedeză care ar fi condus un regiment de români în luptele din Polonia, „explicându-se astfel de ce tradiția atribuie soldaților suedezi ridicarea acestui turn”.
Informația apare și în cartea Geschichte des transalpinischen Daciens (Istoria Daciei transalpine), editată de Sulzer la Viena în 1787, care spune că, la înălțarea Turnului au lucrat soldații suedezi găzduiți de Constantin Brâncoveanu după bătălia, pierdută de ei, de la Poltava.
Arhitectul Grigore Ionescu, în cartea sa „Bucureștii, ghid istoric și artistic”, apărută în 1938, referindu-se la Turnul Colței, menționează că: „La lucrările lui se pare că au luat parte și câțiva soldați suedezi, rătăcitori prin București în urma bătăliei de la Pultava”.
În ale sale Scrisori către V. Alecsandri, Ion Ghica are o povestire despre cămătarul Băltărețu pe care voievodul fanariot Nicolae Mavrogheni îl duce în Turnul Colței și, sub amenințarea că îl aruncă de acolo, îi smulge cincizeci de pungi cu bani.

## Turnul Colței în literatură

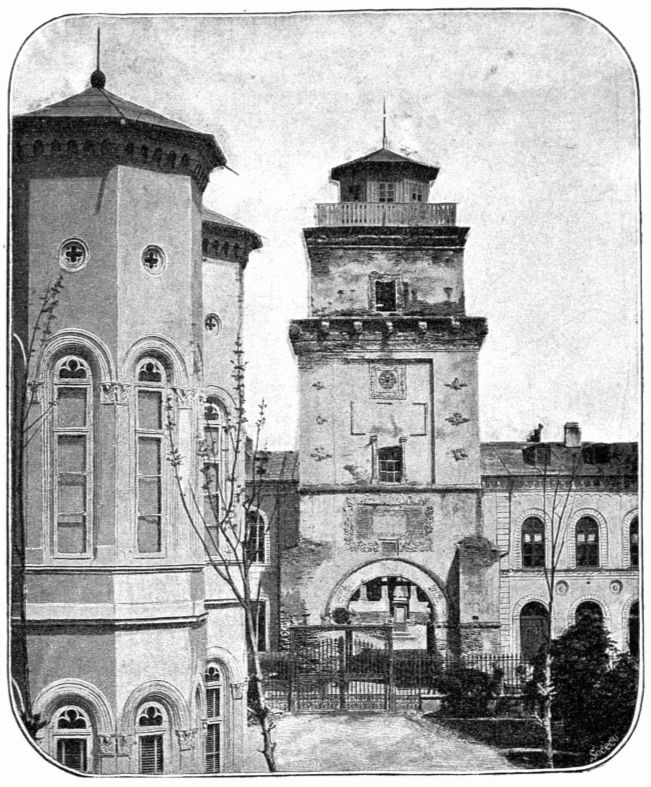
Turnul Colței în 1869
Fotografie de Carol Popp de Szathmary

- Dimitrie Pappasoglu, în lucrarea sa Istoria fondărei orașului București capitala Regatului Român - de la 1330 până la 1850, Tipografia Universul, Luigi Cazzavillan, București, 1891, pomenește de niște soldați zugrăviți pe Turnul Colții, care purtau uniforme ale armatei suedeze. Picturile i-au intrigat pe turci, care au poruncit sa fie șterse de pe zidurile turnului, pentru că evocau o armată străină, alta decât cea otomană.

- Ion Luca Caragiale, în nuvela fantastică Kir Ianulea, se referă la turn în pasajul:[22]

...și tot ce dorea Acrivița trebuia să se-mplinească: Turnul Colții să-l fi cerut pe masă, kir Ianulea pe masă i l-ar fi adus.
- Nicolae Filimon, în Ciocoii vechi și noi (capitolul Muzica și coregrafia în timpul lui Caragea), introduce urarea:[23]

 — Bravo, nene Păturică! Să trăiești cât turnul Colții!
- Alexandru Odobescu, în lucrarea Pseudo-Kynegetikos, scrie următoarele, cu referire la Arcul de Triumf, numit al lui Constantin cel Mare:[24]

Istoria acestui monument nu prea face onoare primului împărat creștin, căci, ca să vorbim curat, Arcul nu este câtuși de puțin al lui; nu este nici măcar dăruit, ci este tocmai lucru de furat. Cum? ce va sa zică: un Arc de Triumf furat? Atâta namila de marmură, cu bolta mare cerească la mijloc și cu alte două arcade mai mici în laturi, cu opt columne de gialo antico, cu opt statui de marmură frigiana viorie, cu întreite frize, cu timpane și cu medalioane sculptate, atâta clădărie, de patru ori cel puțin cat Turnul Colții, cum oare să o facă zapt cineva, fie măcar acela și un borfaș încoronat?
- Mircea Cărtărescu, în Levantul, scrie următoarele:[25]

La început cît o mărgică, mongolfierul purtat de zefirii cu plete argintii crește pînă ajunge cît sfera tainică a lunii. Înghite cîte una stelele lucioase, devorează și balaurul cu coade blonde al fabulosului cornet. Maiestuos, balonul se lasă asupra Turnului Colții, lătrat cu turbare de miile de cîini ai mahalalelor.
- Valeriu Butulescu, în piesa de teatru Samson (Valea din Deal), introduce pasajul:[26]

Să țineți minte că eu, Samson, am salvat orașul! (Către Cronicar.) Să se scrie în cronici! (Dictează Cronicarului, cuprins de visare): „și atunci, văzând flăcările înalte, mai înalte ca Foișorul de Foc și Turnul Colții, Luminăția Sa Samson Întâiul a izbăvit târgul Bucureștilor de marea urgie”. Punct.

## In memoriam
Gara centrală din Geneva (Gara Cornavin) are în holul său central o frescă de mari dimensiuni, ce prezintă o hartă a principalelor destinații unde ajungeau Căile Ferate ale Elveției. Între orașele Europei de Est există și Bucureștiul, identificat prin unul din simbolurile sale din perioada secolului al XIX-lea, și anume Turnul Colței.
Prima ediție a Lunii Bucureștilor, cea din 1935, a fost găzduită de Parcul Carol I. Una dintre secțiunile expoziției era constituită din Cartierul Vechi, proiectat de arhitectul Octav Doicescu, unde s-au reconstruit la scara 1/1 o serie de clădiri istorice, între care și Turnul Colței, Casa Antim cu tipografia C.A. Rosetti, Hanul lui Manuc, Biserica Sf. Gheorghe Nou. Din păcate, după închiderea expoziției, acestea au fost demolate.
În 1862, din Turnul Colței, fotograful Carol Popp de Szathmáry a realizat prima imagine panoramică a Capitalei.
Imaginile panoramice realizate de Carol Popp de Szatmary din Turnul Colții și fotografiile realizate de farmacistul Ludwig Angerer, alături de planuri ale vechiului București, aflate în patrimoniul Muzeului Municipiului București, au fost folosite de graficianul Radu Oltean și arhitectul Dan Ionescu pentru a realiza lucrarea Reconstituirea centrului Bucureștilor la 1850, apărută în 2007 la Editura Art Historia. Cei doi au realizat o hartă color, cu dimensiunile 1m x 70cm, conținând o reconstituire grafică de mare detaliu, în vedere aeriană, desenată de Radu Oltean, și un Ghid explicativ al caselor, hanurilor și bisericilor, "Capitala Bucureșci. 1847-1854", realizat de Dan Ionescu.